# Jonathan Bailey
Pour les articles homonymes, voir Jonathan Bailey (évêque) et Bailey.
Jonathan Bailey, né le 25 avril 1988 à Wallingford, est un acteur britannique.
Après un début de carrière au théâtre, au cours de laquelle il est notamment récompensé d'un Laurence Olivier Award, ses rôles dans les séries télévisées Broadchurch et La Chronique des Bridgerton le font connaître du grand public.

## Jeunesse
Jonathan Stuart Bailey naît le 25 avril 1988 à Wallingford et grandit près de Benson et Brightwell-cum-Sotwell, dans l'Oxfordshire, en Angleterre. Son père est directeur général d'une entreprise de distribution de miel et sa mère est audiologiste,. Il est le benjamin de trois sœurs,. Il décrit son cadre familial comme « une coopération de quatre femmes incroyables et d'un père avec une incroyable éthique du travail ». Il veut devenir acteur à l'âge de cinq ans, quand sa grand-mère l'emmène voir Oliver! à Londres.
Il étudie à la Oratory School, où il prend également des cours de ballet, avant d'obtenir une bourse à la Magdalen College School où il apprend le piano et la clarinette,. Il s'associe à un agent et commence à auditionner pour le théâtre, à l'âge de quinze ans, refusant d'aller dans une école d'art dramatique, : « Je n'ai jamais eu d'avantages dans ma carrière, c'est assez libérateur et je ne souhaite pas que ça change. Je veux que les expériences viennent à leur rythme. »,

## Carrière

### Débuts(1995-2010)
Grâce à son groupe de danse à Henley-on-Thames, Jonathan Bailey, à seulement sept ans, auditionne et obtient les rôles de Tiny Tim et du jeune Ebenezer Scrooge dans la production de 1995 de Un chant de Noël par la Royal Shakespeare Company au Barbican Centre de Londres,. L'année suivante, il fait sa première apparition télévisée dans la série Bramwell et joue Baptiste Deburau dans la production RSC de 1996 des Enfants du Paradis. À huit ans, il obtient son premier rôle dans une production du West End en jouant Gavroche dans Les Misérables.
En 2001, il joue Arthur Ier de Bretagne dans la production RSC du Roi Jean. En 2004, il obtient son premier rôle au cinéma dans le film Cinq Enfants et moi, une adaptation du roman Une drôle de fée. Il remplace Andrew Garfield dans une production londonienne de Beautiful Thing en 2006 : il s'ensuit des apparitions dans des séries télévisées britanniques incontournables, comme Doctors et The Bill,,. Son premier rôle principal à la télévision est celui d'un universitaire dans la sitcom de la BBC Off The Hook en 2009.

### Popularité montante et accueil critique(2011-2019)
En 2011, Jonathan Bailey joue Léonard de Vinci dans la série de CBBC Leonardo. La même année, il joue un athlète dans la sitcom Campus.
Il est nommé pour un Evening Standard Theatre Award pour sa performance dans South Downs de David Hare au Minerva Theatre en 2011 et au Harold Pinter Theatre l'année suivante. The Telegraph le décrit comme une future vedette et « l'un des plus brillants nouveaux acteurs du West End ». Il joue le personnage principal de la série musicale Disney Channel Groove High de 2012 à 2013.
Cette même année, Jonathan Bailey gagne en popularité en interprétant le journaliste Olly Stevens dans la série dramatique Broadchurch,. Sur scène, il interprète Cassio dans la production d'Othello par Nicholas Hytner pour le Royal National Theatre au Olivier Theatre, diffusée au cinéma via National Theatre Live.
En 2014, il joue dans la première production d'American Psycho de Rupert Goold au Almeida Theatre. À la télévision, il fait une apparition dans l'épisode Braquage temporel de la huitième saison de Doctor Who et dans la série satirique W1A, dans un rôle qu'il tient pendant trois saisons,,. Au cinéma, il apparaît dans le film d'époque Mémoires de jeunesse.
En 2016, il joue un agent immobilier obsédé dans Crashing, le premier projet télévisé de Phoebe Waller-Bridge. Il joue également Hérode dans le film Le Jeune Messie. Au théâtre, il a le premier rôle dans la production de The Last Five Years par Jason Robert Brown au St. James Theatre.
Il apparaît aux côtés d'Ian McKellen dans la production acclamée du Roi Lear au Chichester Festival Theatre en 2017,. Il apparaît dans le deuxième épisode de la deuxième saison de la série télévisée Chewing Gum de Michaela Coel et dans Le Jour de mon retour, réalisé par James Marsh,.
Son rôle dans la production de 2018 de Company par Marianne Elliott lui vaut d'être nommé et récompensé par le Laurence Olivier Award du Meilleur acteur dans un rôle secondaire dans une comédie musicale,.

### Reconnaissance mondiale(depuis 2020)
Depuis 2020, Jonathan Bailey interprète le vicomte Anthony Bridgerton dans la série Netflix produite par Shondaland La Chronique des Bridgerton. Son rôle est acclamé par la critique et lui permet une reconnaissance mondiale,. La deuxième saison de la série, centrée autour de son personnage, devient la série anglophone la plus regardée sur Netflix de l'époque avec 656,16 millions d'heures de visionnage dans les premiers 28 jours,.
En 2023, il joue aux côtés de Matt Bomer dans la mini-série Fellow Travelers, qui lui vaut le Critic's Choice Award et une nomination au Primetime Emmy Award du meilleur acteur dans un second rôle dans une mini-série ou un téléfilm,,. Il fait une apparition dans la troisième saison dans la série télévisée à succès Heartstopper en 2024. Il joue Fiyero aux côtés d'Ariana Grande et Cynthia Erivo dans Wicked, d'après la comédie musicale éponyme, et a annoncé reprendre son rôle dans la deuxième partie l'année suivante.
Il tiendra également un rôle principal dans Jurassic World : Renaissance, le septième volet de la saga Jurassic Park.

## Vie privée
Jonathan Bailey vit à Hove, près de Brighton, dans le Sussex de l'Est. Amateur de cyclisme, de natation, de paddleboard et d'alpinisme, il participe à des marathons et des triathlons,,. En 2018, il grimpe le camp versant tibétain de l'Everest ; l'année suivante, il participe au National Three Peaks Challenge afin de récolter des fonds pour la Motor Neurone Disease Association,. En 2024, il court le semi-marathon de Hackney Half au bénéfice de l'organisation Just Like Us dont il est un des parrains,.
Jonathan Bailey fait son coming-out à sa famille et ses amis au début de sa vingtaine, mais reste privé sur cette question pendant une décennie avant de l'annoncer publiquement en 2018,,,,. Bien qu'il souhaite garder les détails de sa vie privée, il souhaite participer à la visibilité et la représentation de la communauté LGBT : « Si cela peut remplir des espaces que je n'avais pas en grandissant, je pense que c'est incroyable. »,
En 2024, il lance l'organisation The Shameless Fund pour aider la communauté queer à vivre librement dans le monde entier. La première collaboration de l'organisation est avec la collection Drink Your Milk de Loewe.

## Filmographie

### Cinéma
- 2004 : Cinq enfants et moi (Five Children and It) de John Stephenson : Cyril
- 2007 : Elizabeth : L'Âge d'or (Elizabeth: The Golden Age) de Shekhar Kapur : Un courtisan
- 2007 : St Trinian's : Pensionnat pour jeunes filles rebelles (St. Trinian's) de Oliver Parker et Barnaby Thompson : Élève de Bedales
- 2007 : Permanent Vacation (en) de W. Scott Peake : Max
- 2014 : Mémoires de jeunesse (Testament of Youth) de James Kent : Geoffrey Thurlow
- 2016 : The Young Messiah de Cyrus Nowrasteh : Hérode
- 2018 : Le Jour de mon retour (The Mercy) de James Marsh : Wheeler
- 2024 : Wicked de Jon Chu : Fiyero
- 2025 : Jurassic World : Renaissance (Jurassic World Rebirth) de Gareth Edwards : Dr Henry Loomis
- 2025 : Wicked : Partie 2 (Wicked: For Good) de Jon Chu : Fiyero

### Télévision

#### Téléfilms
- 1997 : Bright Hair de Christopher Menaul : Ben Devenish
- 1998 : Alice au pays des merveilles : À travers le miroir (Alice Through the Looking Glass) de John Henderson : Lewis
- 2003 : Ferrari de Carlo Carlei : Alfredo Ferrari
- 2005 : Chantage d'amour (Walk Away and I Stumble) de Nick Hurran : Justin

#### Séries télévisées
- 1997 : Bramwell (en) de Lucy Gannon (en) : William Kilshaw (saison 3, épisode 6)
- 2001 : Baddiel's Syndrome (en) de David Baddiel et Peter Bradshaw : Josh (rôle principal - 12 épisodes)
- 2005 : Golden Hour : urgences extrêmes (The Golden Hour) (mini-série) de Andrew Rattenbury : Stephen Martin (rôle récurrent - 4 épisodes)
- 2007 : Doctors de Chris Murray : Johnno Mitchum (saison 9, épisode 28)
- 2008 : The Bill de Geoff McQueen : Chris Villiers (saison 24, épisode 16)
- 2009 : Off the Hook (en) de Simon Maxwell : Off the Hook (rôle principal - 7 épisodes)
- 2010 : Inspecteur Lewis de Colin Dexter : Titus Mortmaigne (saison 4, épisode 1)
- 2011 : Campus (en) : Flatpack (rôle principal - 6 épisodes)
- 2011-2012 : Leonardo de Melanie Stokes et Pia Ashberry : Léonard de Vinci (rôle principal - 26 épisodes)
- 2012 : Me and Mrs Jones (en) : Alfie (rôle principal - 6 épisodes)
- 2012 : Pramface (en) de Chris Reddy : Glynn (saison 1, épisode 3)
- 2012 : Groove High : Tom Mason (26 épisodes)
- 2013 : Some Girls (en) de Bernadette Davis : Nick (saison 2, épisode 1)
- 2013 / 2015 : Broadchurch de Chris Chibnall : Olly Stevens (rôle récurrent - 16 épisodes)
- 2014 : Doctor Who de Sydney Newman, C. E. Webber et Donald Wilson : Psi (saison 8, épisode 5 : Braquage temporel)
- 2014-2017 : W1A de John Morton : Jack Patterson (rôle récurrent puis principal - 14 épisodes)
- 2016 : Crashing (en) de Phoebe Waller-Bridge : Sam (rôle principal - 6 épisodes)
- 2016 : Hooten and the Lady de Tony Jordan, James Payne et Sarah Phelps : Edward (rôle récurrent - 5 épisodes)
- 2017 : Chewing Gum de Michaela Coel : Ash (saison 2, épisode 2)
- 2018 : Jack Ryan de Carlton Cuse et Graham Roland : Lance Miller (saison 1, épisodes 1, 5 et 6)
- 2020-2024 : La Chronique des Bridgerton (Bridgerton) de Chris Van Dusen (en) : Anthony Bridgerton (rôle principal)
- 2023 : Fellow Travelers (mini-série) de Ron Nyswaner : Tim Laughlin (rôle principal)
- 2024 : Heartstopper d'Alice Oseman : Jack Maddox (saison 3)

## Doublage

### Jeux vidéo
- 2014 : Forza Horizon 2 : Dan Williams (voix originale)
- 2015 : Everybody's Gone to the Rapture : Rhys Shipley (voix originale)
- 2019 : Anthem : Gunther (voix originale)
- 2019 : Final Fantasy XIV: Shadowbringers : Crystal Exarch / G'raha Tia
- 2026 : Squadron 42 : Aaron Seetow (voix originale)

## Voix françaises
| - Anatole de Bodinat dans : - La Chronique des Bridgerton (série télévisée) - Fellow Travelers (mini-série) - Heartstopper (série télévisée) - Wicked (dialogues) - Jurassic World : Renaissance - Maxime van Santfoort dans : - Crashing (en) - Hooten and the Lady | Et aussi - Olivier Martret dans Cinq enfants et moi - Alexis Tomassian dans Broadchurch - John Kokou dans Jack Ryan - Henry-David Cohen dans Inspecteur Lewis - Loïc Guingand dans Final Fantasy XIV: Shadowbringers - Bastien Jacquemart dans Wicked (chant) |

## Distinctions

### Récompenses
- Laurence Olivier Awards 2019 : Meilleur acteur dans un second rôle dans une comédie musicale pour Company
- Satellite Awards 2024 : Meilleur acteur dans un second rôle dans une série, une mini-série ou un téléfilm pour Fellow Travelers
- Critics Choice Awards 2024 : Meilleur acteur dans un second rôle dans une mini-série ou un téléfilm Fellow Travelers

### Nominations
- Screen Actors Guild Awards 2021 : Meilleure distribution dans une série dramatique pour La Chronique des Bridgerton
- National Television Awards 2022 : Meilleure performance dans un drame pour La Chronique des Bridgerton
- Emmy Awards 2024 : Meilleur acteur dans un second rôle dans une mini-série ou un téléfilm pour Fellow Travelers
- Critics Choice Awards 2025 : Meilleure distribution pour Wicked
- Screen Actors Guild Awards 2025 : 
  -     - Meilleure distribution dans une série dramatique pour La Chronique des Bridgerton
    - Meilleur acteur dans un second rôle pour Wicked
    - Meilleure distribution dans un film pour Wicked